# Фансервис
Фансе́рвис (яп. ファンサービス фан са:бису, англ. fan service — обслуживание фанатов), также service cut (яп. サービスカット са:бису катто) или просто се́рвис (яп. サービス са:бису) — приём в современном изобразительном искусстве с такой ключевой особенностью, как включение в сюжетный ряд определённых сцен или ракурсов, которые не являются сюжетообразующими, но рассчитаны на определённый отклик у основной целевой аудитории с целью повышения заинтересованности и/или привлечения потенциальных зрителей. Термин происходит из фэндома манги и аниме, но сейчас он используется и относительно других медиа, например видеоигр, комиксов и фильмов.
Классической формой фансервиса в массовой культуре выступает иллюстрация полуобнажённых девушек, одетых в нижнее бельё или купальник бикини, состоящие из лифчика и трусиков. Это направленно на предоставление фанатам мужского пола эротического контента с целью обеспечения романтического наслаждения и сексуального возбуждения.
К примеру, обычный фансервис для сёнэн-аниме (то есть аниме, рассчитанного на юношей и подростков) — панцу, обнажение тех или иных частей тела или целые серии, посвященные смене облика на более откровенный (эпизоды на пляже или на источниках). Также под категорию фансервиса попадают красочные боевые сцены, отсылки и пасхалки к другим аниме, манге, фильмам и т. д.
Часто термин используют только для обозначения самого популярного и дешёвого вида фансервиса — панцу, подбора ракурсов и кадров таким образом, чтобы ненароком продемонстрировать детали нижнего белья персонажей женского пола.